# Valle del Sacramento
La Valle del Sacramento (inglese: Sacramento Valley) è una regione geografica della California, negli Stati Uniti d'America.

## Geografia
Rappresenta la parte settentrionale della California Central Valley, cioè la regione che si estende a nord del Delta San Joaquin-Sacramento, comprendendo i territori (o parte di essi) di dieci contee. Il fiume Sacramento e i suoi affluenti dominano la geografia della Valle del Sacramento. Le varie catene montuose che cingono la regione definiscono la forma della valle, e forniscono acqua per fini agricoli, industriali, residenziali, e ricreativi. La maggior parte dei fiumi sono fortemente sfruttati a fini irrigui e idroelettrici, con numerosi sbarramenti, dighe, deviazioni e canalizzazioni. 
Il terreno della valle è prevalentemente pianeggiante. A differenza della Valle di San Joaquin (la sezione meridionale della California Central Valley), che prima di essere colonizzata a fini agricoli con impianti di irrigazione, era un deserto ostile, la Valle del Sacramento era meno arida, con presenza di vegetazione e foreste. La maggior parte di queste vennero abbattuto durante la corsa all'oro californiana e la successiva ondata di immigrazione. 

## Principali centri abitati
Fra i principali centri abitati si segnala:
- Redding
- Sacramento
- Davis
- Chico
- Yuba City
- Roseville
- Red Bluff
- Galt
- Lodi